# مرکز هوایی سن ژوئن (یوگنیک)
مرکز هوایی سن ژوئن (یوگنیک) (به انگلیسی: San Juan (Uganik) Seaplane Base) یک فرودگاه همگانی با کد یاتا WSJ است که یک باند فرود آب دارد و طول باند آن ۳۰۴۸ متر است. این فرودگاه در کشور ایالات متحده آمریکا قرار دارد و در ارتفاع ۰ متری از سطح دریا واقع شده است.